# Gadmertal
Le Gadmertal est une vallée des Alpes uranaises, en Suisse.

## Géographie
Le Gadmertal naît au col du Susten, la Gadmerwasser y coule d'est en ouest. À Innertkirchen le Gadmertal rejoint la vallée de l'Aar, dans laquelle la Gadmerwasser se jette.